# Latiromitra delicatula
Latiromitra delicatula is een slakkensoort uit de familie van de Ptychatractidae. De wetenschappelijke naam van de soort is voor het eerst geldig gepubliceerd in 1971 door Shikama.